# 1408
| [ Edytuj tabelę ]                          | |
| Król Polski                                | - 1386 Władysław II Jagiełło 1434                                                                                     |
| Współksiążęta Andory                       | - 1396 Galcerà de Vilanova 1415 - 1398 Izabela 1412 - 1398 Archibald 1412                                             |
| Król Anglii                                | - 1399 Henryk IV 1413                                                                                                 |
| Król Aragonii i Walencji, hrabia Barcelony | - 1396 Marcin I Ludzki 1410                                                                                           |
| Władca Azteków                             | - 1395 Huitzilíhuitl 1417                                                                                             |
| Elektor Brandenburgii                      | - 1388 Jodok z Moraw 1411                                                                                             |
| Książę Bawarii-Ingolstadt                  | - 1375 Stefan III 1413                                                                                                |
| Książę Bawarii-Landshut                    | - 1393 Henryk XVI Bogaty 1450                                                                                         |
| Książę Bawarii-Monachium                   | - 1397 Ernest 1438 |
| Książę Burgundii                           | - 1404 Jan bez Trwogi 1419                                                                                            |
| Cesarz Bizancjum                           | - 1391 Manuel II Paleolog 1425                                                                                        |
| Sułtan Brunei                              | - 1405 Muhammad 1415                                                                                                  |
| Cesarz Chin                                | - 1402 Yongle 1424 |
| Król Cypru                                 | - 1398 Janusz 1432 |
| Król Czech                                 | - 1378 Wacław IV Luksemburski 1419                                                                                    |
| Król Danii                                 | - 1387 Małgorzata I 1412 - 1396 Eryk Pomorski 1439                                                                    |
| Dalajlama                                  | - 1391 Gendun Drup 1474                                                                                               |
| Władca Egiptu                              | - 1405 An-Nasir Faradż 1412                                                                                           |
| Cesarz Etiopii                             | - 1382 Dawid I 1413                                                                                                   |
| Król Francji                               | - 1380 Karol VI 1422                                                                                                  |
| Król Gruzji                                | - 1407 Konstantyn I 1412                                                                                              |
| Hrabia Holandii                            | - 1404 Wilhelm VI 1417                                                                                                |
| Cesarz Japonii                             | - 1392 Go-Komatsu 1412                                                                                                |
| Kalif                                      | - 1406 Al-Musta’in 1414                                                                                               |
| Król Kastylii i Leónu                      | - 1406 Jan II Kastylijski 1454                                                                                        |
| Patriarcha Konstantynopola                 | - 1397 Mateusz I 1410                                                                                                 |
| Władca Korei                               | - 1400 Taejong 1418                                                                                                   |
| Najwyższy książę litewski                  | - 1401 Jagiełło 1434                                                                                                  |
| Wielki książę litewski                     | - 1392 Witold 1430 |
| Cesarz Majapahitu                          | - 1389 Wikramawardhana 1429                                                                                           |
| Sułtan Maroka                              | - 1398 Usman III 1421                                                                                                 |
| Książę Mediolanu                           | - 1402 Giovanni Maria 1412                                                                                            |
| Wielki książę moskiewski                   | - 1389 Wasyl I 1425                                                                                                   |
| Król Nawarry                               | - 1387 Karol III Szlachetny 1425                                                                                      |
| Król Norwegii                              | - 1387 Małgorzata I 1412 - 1396 Eryk Pomorski 1442                                                                    |
| Sułtan Omanu                               | - 1406 Machzum ibn al-Fallah 1435                                                                                     |
| Elektor Palatynatu                         | - 1398 Ruprecht III 1410                                                                                              |
| Papież awinioński                          | - 1394 Benedykt XIII 1417                                                                                             |
| Papież                                     | - 1406 Grzegorz XII 1415                                                                                              |
| Król Portugalii                            | - 1385 Jan I 1433 |
| Cesarz Rzymski (niemiecki)                 | - 1400 Ruprecht z Palatynatu 1410                                                                                     |
| Kapitanowie Regenci San Marino             | - 1408 Bartolino di Antonio Michelino di Berardo 1408 - 1408 Simone di Menghino de Calcigni Benedetto di Tosetto 1408 |
| Despota Serbii                             | - 1402 Stefan IV Lazarević 1427                                                                                       |
| Elektor Saksonii                           | - 1388 Rudolf III Saski 1419                                                                                          |
| Król Szkocji                               | - 1406 Jakub I 1437                                                                                                   |
| Król Szwecji                               | - 1389 Małgorzata 1412 - 1396 Eryk XIII Pomorski 1439                                                                 |
| Król Tajlandii                             | - 1395 Ramracha Thirat 1409                                                                                           |
| Sułtan Turków                              | - 1402 bezkrólewie 1413                                                                                               |
| Doża Wenecji                               | - 1400 Michele Steno 1413                                                                                             |
| Król Węgier                                | - 1387 Zygmunt Luksemburski 1437                                                                                      |
| Cesarz Wietnamu                            | - 1407 Giản Định Đế 1409                                                                                              |
| Wielki mistrz zakonu krzyżackiego          | - 1407 Ulrich von Jungingen 1410                                                                                      |

Rok 1408 / MCDVIII
stulecia: XIV wiek ~
XV wiek ~
XVI wiek

lata: 1398 «
1403 «
1404 «
1405 «
1406 «
1407 «
1408
» 1409
» 1410
» 1411
» 1412
» 1413
» 1418

## Wydarzenia w Polsce
- W czasie wojny litewsko-moskiewskiej nad graniczną rzeką Ugrą (ok. 200 km od Moskwy) obozowały wspierające Litwinów polskie oddziały pod wodzą Zbigniewa z Brzezia, co było pierwszym bezpośrednim starciem polsko-moskiewskim.
- Najstarszy znany zapis tekstu Bogurodzicy – obejmującego 2 strofy i opatrzonego nutami – został zapisany na tylnej wyklejce zbioru kazań łacińskich w Kcyni na Kujawach Macieja z Grochowa (obecnie przechowywany jest w Bibliotece Jagiellońskiej) (data sporna lub przybliżona).

## Wydarzenia na świecie
- 13 stycznia – wojna Appenzellu: klęska wojsk szwajcarskich w bitwie pod Bregencją ze szwabskim rycerstwem.
- 13 grudnia – Zygmunt Luksemburski, król Węgier, założył Zakon Smoka

- Edygej najechał ziemie ruskie i je doszczętnie spustoszył, lecz nie udało mu się zdobyć Moskwy.
- Gotlandia przeszła pod duńskie władanie

## Urodzili się
- 8 kwietnia – Jadwiga, córka Władysława Jagiełły i Anny Cecylijskiej (zm. 1431)
- Jan ze Słupcy, dwukrotny rektor Akademii Krakowskiej (zm. 1472)

## Zmarli
- Andrzej Gasztołd, starosta wileński i krewski, sygnatariusz unii wileńsko-radomskiej (ur. 1342)
- 31 maja – Yoshimitsu Ashikaga, japoński siogun (ur. 1358)
- 4 grudnia – Valentina Visconti, żona Ludwika I Orleańskiego z dynastii Walezjuszów
- Jan VII Paleolog, cesarz Bizancjum (ur. 1370)
- Mateusz I z Aleksandrii, koptyjski papież
- Miranszah, syn Timura (ur. 1366)